# 三国祭

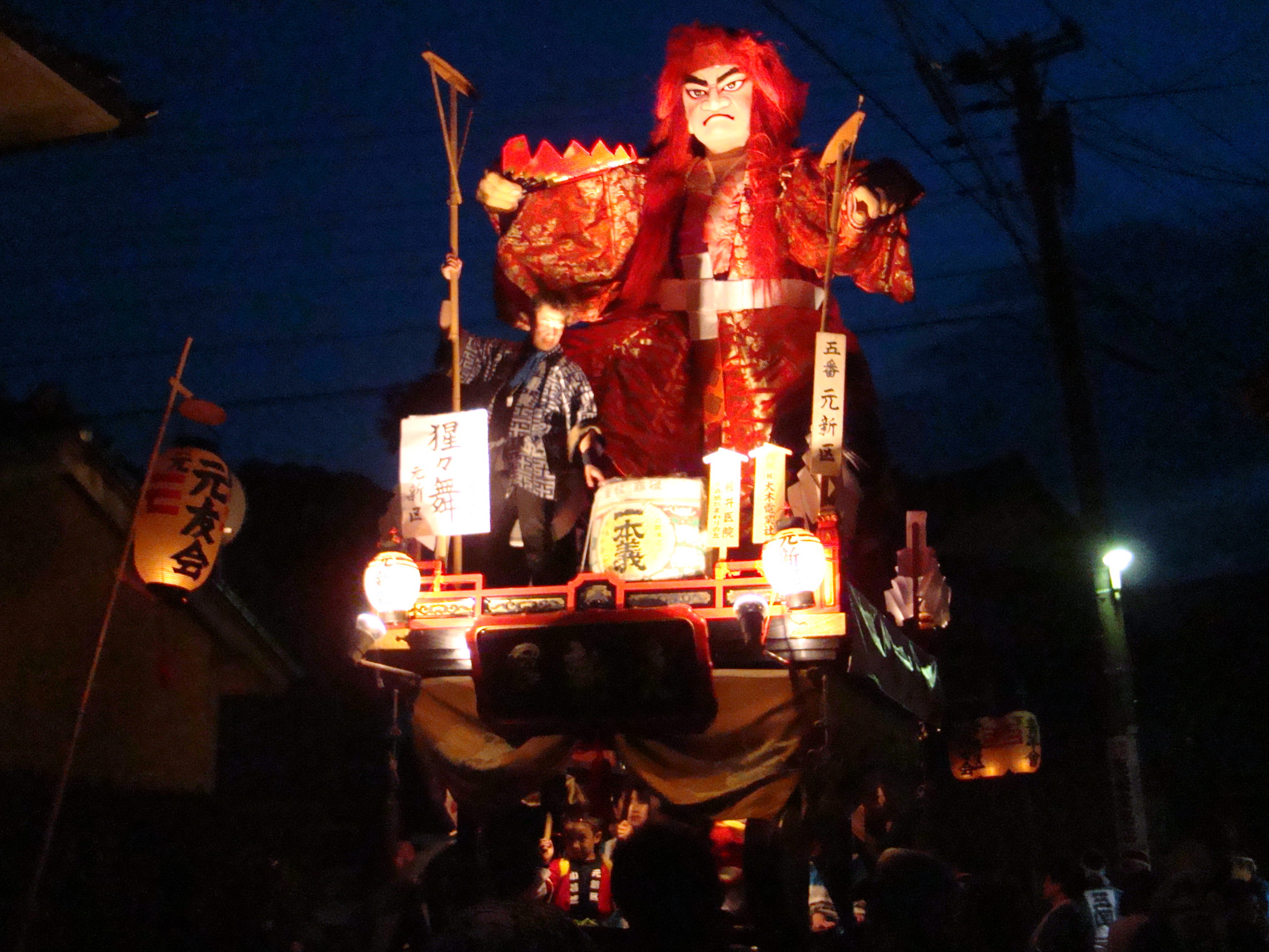
巡行中の山車（猩々舞）2011年撮影

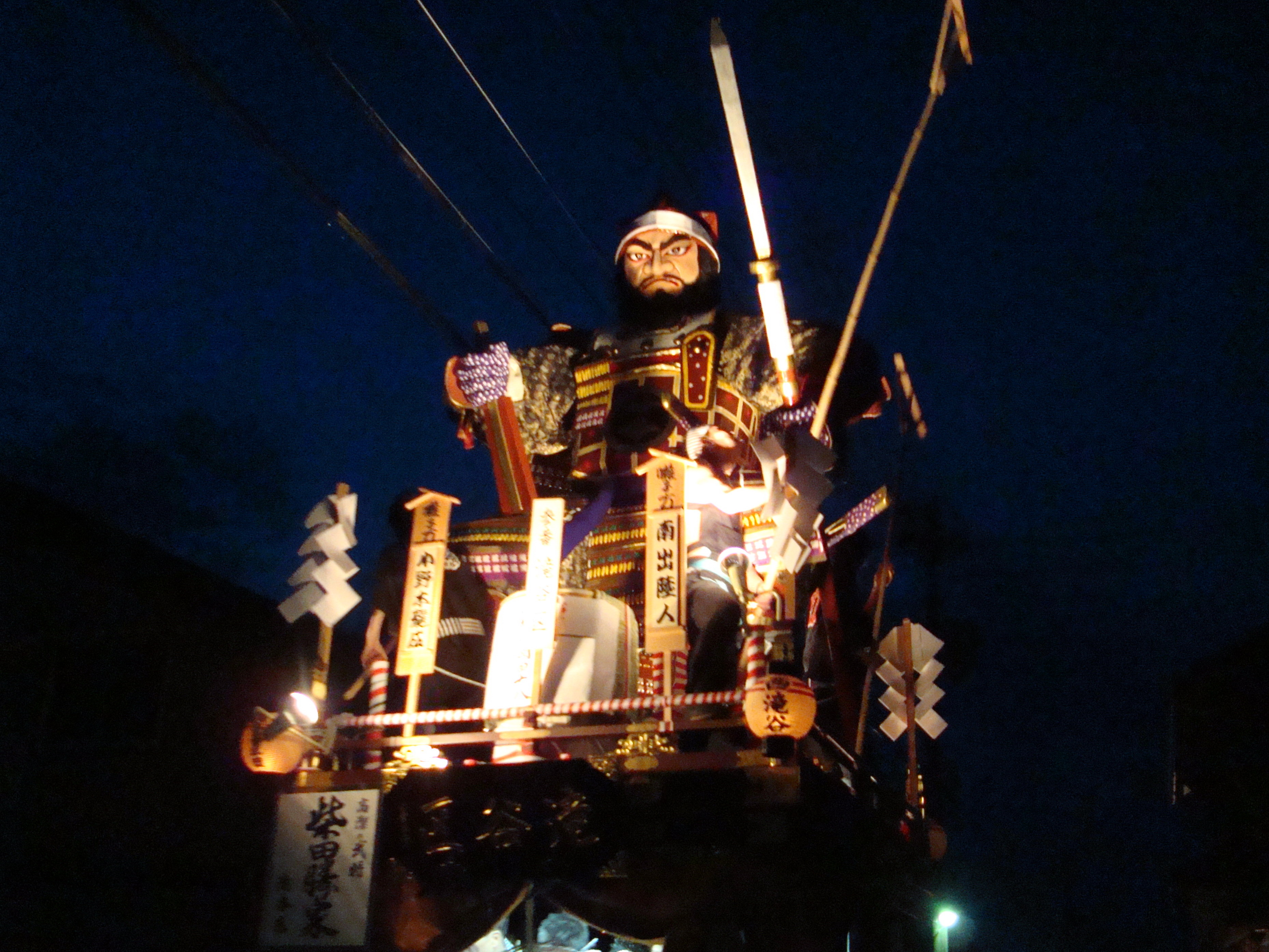
巡行中の山車（柴田勝家）2011年撮影

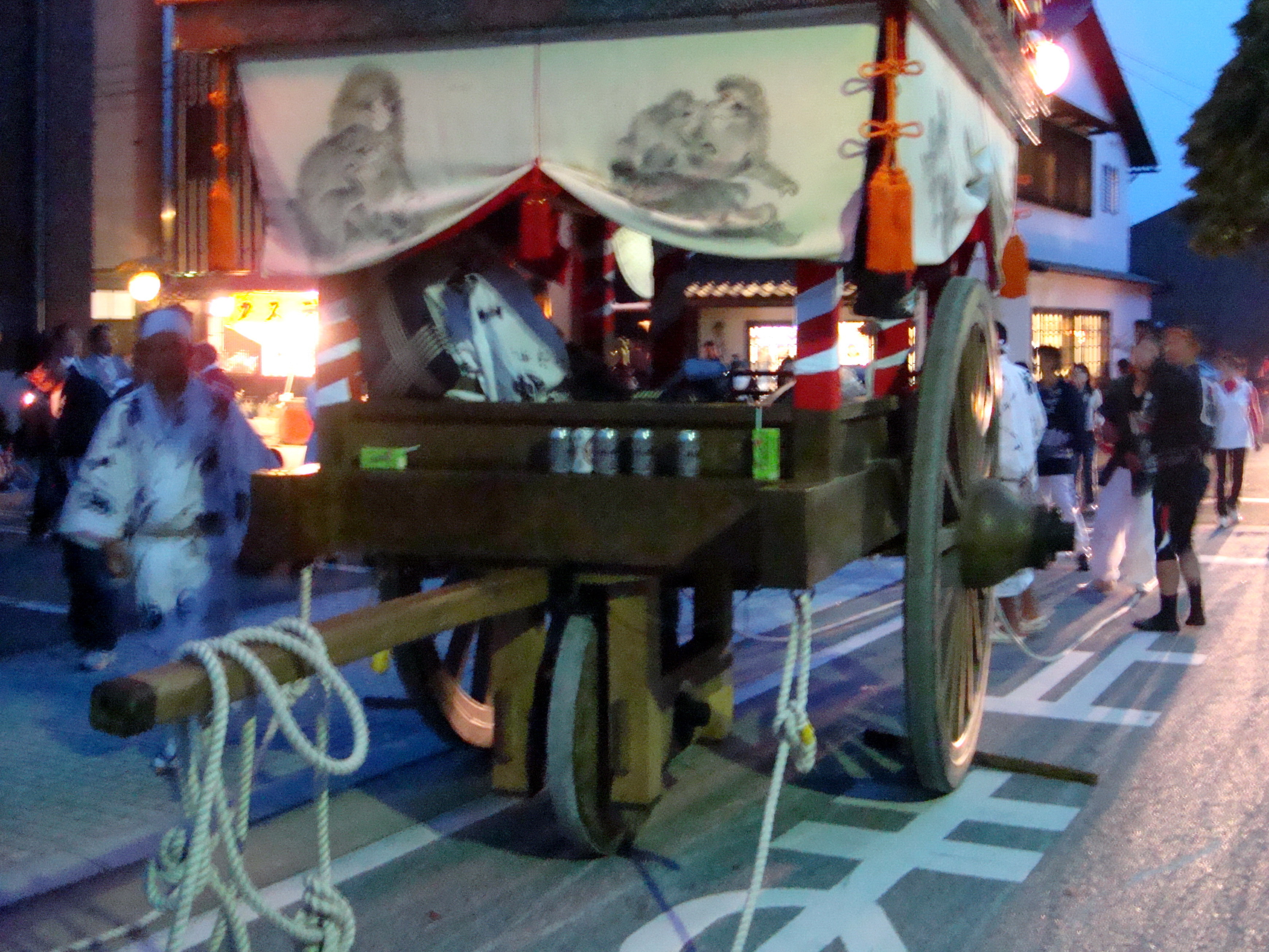
山車基部（直江兼続）2011年撮影

三国祭（みくにまつり）は、福井県坂井市三国町で行われる三國神社の春祭りである。

## 概要
富山県高岡市の御車山祭（みくるまやままつり）、石川県七尾市の青柏祭（せいはくさい）と合せて北陸三大祭と呼ばれており、毎年5月19日（例大祭）20日（山車神輿巡行・中日祭）21日（後日祭）の3日間行われる。特に20日の町内を練り歩く山車巡行が圧巻である。町内には18基の山車があり、山番にあたった6基（または7基）が町内を巡行する。北前船の交易などで三国湊が隆盛するとともに最盛期には山車が高さ10mを超えるような武者人形や出来栄えを競うようになったが、明治に入って電線が敷設されたため、現在は 4-5m に制限されている。なお、2005年（平成17年）に三国町（現 坂井市）の無形民俗文化財に、翌2006年（平成18年）4月25日には県の無形民俗文化財に指定
されている。
なお同町にある「坂井市龍翔博物館別館」には、明治末期の10mを超える人形を載せた山車が展示されている。

## 歴史
- 1717年（享保2年）- 三国祭の曳山がいつから始まったか正確な日付は不明であるが、1717年[3]の「大門町記録」に傘鉾の記録がある。[4]
- 1750年頃（宝暦年間）- 「傘鉾、担い屋台」が始まる。
- 1753年（宝暦3年）- 祭礼に初めて木場町・今町の両町組が桜山を出す[5]。
- 1757年（宝暦7年）- 元新町・下新町の両町組が武蔵野の笠鉾を出す。元新町・下新町は以後隔年で山車を出すようになった[5]。
- 1844年（天保15年) - 「万代不易録」によると担ぎ屋台に人形を飾ったところ人気を博し、翌年より他の屋台も見習うようになった。

## 山車番
山車は18基あるが、それらを曳く地区（町）は、これまで合併や分割、区画整理によって増減があったが、現在も以下のように約30地区と数多くあり、近年ほぼ毎年曳き出している三国祭保存振興会を除き、3年から長くて8年に一度山番を務める。

### 山車を曳く山車番
岩崎区、中元区、森町区、玉井区、四日市区、大門区、上台区、下台区、上西区、下西区、元新区、松ヶ下区、上旭・下旭区、北末広（廣）区、南末広（廣）区、桜町区、下新区、下綿区、喜宝区、滝本区、滝谷区、真砂区、上・下真砂区、堅・上横区、橋本区、上八町、三国祭保存振興会 など